# Drepanidini
Drepanidini – plemię ptaków z podrodziny łuskaczy (Carduelinae) w obrębie rodziny łuszczakowatych (Fringillidae).

## Występowanie
Plemię obejmuje gatunki występujące na Hawajach.

## Systematyka
Do plemienia zalicza się następujące rodzaje:
- Melamprosops – jedynym przedstawicielem jest wymarła[3] Melamprosops phaeosoma – hawajka czarnolica
- Oreomystis – jedynym przedstawicielem jest Oreomystis bairdi – hawajka szarawa
- Paroreomyza
- Loxioides – jedynym przedstawicielem jest Loxioides bailleui – hawajka papużkowata
- Telespiza
- Chloridops – jedynym przedstawicielem jest wymarła[4] Chloridops kona – hawajka kraterowa
- Rhodacanthis
- Ciridops – jedynym przedstawicielem jest wymarła[5] Ciridops anna – hawajka palmowa
- Palmeria – jedynym przedstawicielem jest Palmeria dolei – hawajka czubata
- Himatione
- Drepanis
- Psittirostra – jedynym przedstawicielem jest wymarła[6] Psittirostra psittacea – hawajka żółtogłowa
- Dysmorodrepanis – jedynym przedstawicielem jest wymarła[7] Dysmorodrepanis munroi – hawajka hakodzioba
- Pseudonestor – jedynym przedstawicielem jest Pseudonestor xanthophrys – hawajka papugodzioba
- Hemignathus
- Akialoa
- Magumma – jedynym przedstawicielem jest Magumma parva – hawajka mała
- Chlorodrepanis
- Viridonia – jedynym przedstawicielem jest wymarła[8] Viridonia sagittirostris – hawajka ostrodzioba
- Loxops